# The Orang-Outang
The Orang-Outang è un cortometraggio muto del 1915. Non si conosce il nome del regista del film che è stato sceneggiato da Emma Bell (Emma Bell Clifton).

## Produzione
Il film fu prodotto dalla Selig Polyscope Company.

## Distribuzione
Distribuito dalla General Film Company, il film - un cortometraggio in una bobina - uscì nelle sale cinematografiche statunitensi il 14 agosto 1915.